# Női szinkron műugrás a 2016. évi nyári olimpiai játékokon
A 2016. évi nyári olimpiai játékokon a műugrás női szinkron 3 méteres versenyszámát augusztus 7-én rendezték meg az Maria Lenk Aquatic Centerben.
Si Ting-mao (Shi Tingmao) és Vu Min-hszia (Wu Minxia) kínai kettős – minden sorozatban a legtöbb pontot kapta, így aztán a viadal végeztével – jelentős előnnyel, több mint 30 ponttal – megelőzve riválisaikat – nyerték meg a versenyszám aranyérmét. Az ezüstérem az olasz Tania Cagnotto és Francesca Dallapé nyakába került. A bronzéremért viszont hatalmas csata bontakozott ki, amelynek végén az ausztrál Maddison Keeney és Anabelle Smith örülhetett.

## Versenynaptár
Az időpontok helyi idő szerint, zárójelben magyar idő szerint olvashatóak.
| Dátum                        | Időpont       | Forduló |
| ---------------------------- | ------------- | ------- |
| 2016. augusztus 7., vasárnap | 16:00 (21:00) | Döntő   |

## Eredmény
| # | Nemzet               | Név                                                | Ugrások | Ugrások | Ugrások | Ugrások | Ugrások | Össz. pontszám |
| # | Nemzet               | Név                                                | 1       | 2       | 3       | 4       | 5       | Össz. pontszám |
| - | -------------------- | -------------------------------------------------- | ------- | ------- | ------- | ------- | ------- | -------------- |
|   | Kína (CHN)           | Si Ting-mao (Shi Tingmao) Vu Min-hszia (Wu Minxia) | 55,80   | 52,20   | 76,50   | 80,10   | 81,00   | 345,60         |
|   | Olaszország (ITA)    | Tania Cagnotto Francesca Dallapé                   | 51,60   | 50,40   | 71,10   | 66,03   | 74,70   | 313,83         |
|   | Ausztrália (AUS)     | Maddison Keeney Anabelle Smith                     | 48,00   | 42,00   | 70,20   | 67,89   | 71,10   | 299,19         |
| 4 | Kanada (CAN)         | Jennifer Abel Pamela Ware                          | 46,80   | 45,00   | 70,20   | 68,82   | 67,50   | 298,32         |
| 5 | Malajzia (MAS)       | Jun Hoong Cheong Nur Dhabitah Sabri                | 49,80   | 47,40   | 71,10   | 60,30   | 64,80   | 293,40         |
| 6 | Nagy-Britannia (GBR) | Alicia Blagg Rebecca Gallantree                    | 49,80   | 47,40   | 64,80   | 64,80   | 66,03   | 292,83         |
| 7 | Németország (GER)    | Tina Punzel Nora Subschinski                       | 48,00   | 48,00   | 60,30   | 60,45   | 67,50   | 284,25         |
| 8 | Brazília (BRA)       | Tammy Takagi Juliana Veloso                        | 45,00   | 46,20   | 59,40   | 47,70   | 60,45   | 258,75         |